# Kołnierzyk (baśń)
Artykuł ten został zgłoszony do umieszczenia na stronie głównej w rubryce „Czy wiesz”.
Pomóż nam go sprawdzić: oceń zgłoszoną nominację.
Kołnierzyk (duń. Flipperne, ang. The Shirt Collar) – baśń literacka autorstwa Hansa Christiana Andersena, wydana po raz pierwszy w tłumaczeniu na język angielski w 1847 roku.

## Publikacja
Baśń literacka pt. Szczęśliwa rodzina, napisana przez Hansa Christiana Andersena, została po raz pierwszy opublikowana po angielsku, przetłumaczona przez Charlesa Beckwitha Lohmeyera, w antologii Życzenia świąteczne dla moich angielskich przyjaciół (ang. A Christmas Greeting to my English Friends) w grudniu 1847 roku. Zbiór wydany został w Londynie, nakładem wydawnictwa Richarda Bentleya. Po duńsku utwór ukazał się po raz pierwszy 4 marca 1848 w antologii Nowe Baśnie. Tom drugi. Zbiór drugi (duń. Nye Eventyr. Andet Bind. Anden Samling). Baśń wznowiono jeszcze dwukrotnie za życia pisarza: w grudniu 1849 oraz w marcu 1863 roku.
Autorami ilustracji do baśni byli: Vilhelm Pedersen i Hans Tegner.
Bohaterami baśni Andersen uczynił elementy garderoby i przedmioty codziennego użytku: kołnierzyk, szczotkę, podwiązkę, żelazko, nożyczki.

## Polskie przekłady
Utwór, podobnie jak inne baśnie Andersena, był tłumaczony na język polski i to już w kilka lat po pierwszej angielskiej publikacji:
- 1854 – Kołnierzyk: tłumaczenie anonimowe w 46. numerze lwowskich „Rozmaitości”(inne języki).
- 1904 – Kołnierzyk: Czesław Bardowski (tłum.): Bajki. Kołomyja. Brak numerów stron w książce
- 1905 – Krochmalony kołnierz: Wanda Młodnicka (tłum.): Wybór bajek Andersena. Lwów. Brak numerów stron w książce
- 1929 – Kołnierzyk: Janina Mortkowiczowa (tłum.): Najpiękniejsze baśnie H.C. Andersena. Warszawa. Brak numerów stron w książce
- 1931 – Kołnierzyk: Stefania Beylin (tłum.): Baśnie. T. 1–6. Warszawa. Brak numerów stron w książce
- 2006 – Kołnierzyk: Bogusława Sochańska (tłum.): Baśnie i opowieści. Tom I 1830–1850. Poznań. s. 445–447. ISBN 978-83-7278-194-9.

## Fabuła
Streszczenia dokonano na podstawie wersji duńskiej.
Pewien elegancki kawaler posiada jedynie szczotkę do butów i grzebień, ale nosi najpiękniejszy kołnierzyk na świecie. Kołnierzyk myśli o małżeństwie. Podczas prania spotyka piękną podwiązkę. Zachwyca się jej smukłością, delikatnością i urodą. Pyta, jak się nazywa, ale podwiązka odmawia odpowiedzi. Kołnierzyk próbuje dowiedzieć się, skąd pochodzi. Podwiązka wstydzi się i nie chce rozmawiać. Kołnierzyk domyśla się, że to zapewne pas do pończoch: praktyczny i ozdobny. Podwiązka ucina rozmowę, twierdząc, że nie dała powodów do takiej poufałości. Kołnierzyki twierdzi, że jej uroda sama w sobie jest wystarczającym powodem do zalotów. Podwiązka ostrzega go, by nie zbliżał się, bo wygląda zbyt męsko. Kołnierzyk przechwala się, że ma szczotkę i grzebień, choć należą one do jego pana. Podwiązka odtrąca go stanowczo i każe mu się odsunąć.
Po praniu kołnierzyk zostaje usztywniony, wyprasowany, rozgrzany żelazkiem i w uniesieniu oświadcza się... samemu żelazku, które nazywa wdową. Kołnierzyk strzępi się na brzegach, więc przybywają nożyczki, żeby go przyciąć.
Kołnierzyk zachwyca się nożyczkami, chwaląc ich elegancję i umiejętność rozciągania nóg. Nożyczki potwierdzają swoją wyjątkowość i zgadzają się z pochwałami. Następnie kołnierzyk postanawia zalecać się do grzebienia i chwali jego zęby. Grzebień wyjawia, że jest już zaręczony. Kołnierzyk jest rozczarowany i przestaje interesować się zaręczynami.
Kołnierzyk trafia do pudła u papiernika, gdzie zbierają się różne odpady. W pudle odbywa się wielkie towarzyskie spotkanie, gdzie szmaty opowiadają swoje historie. Kołnierzyk przechwala się, że miała wiele amantek i był eleganckim wykrochmalonym kawalerem. Najbardziej żałuje podwiązki, która się dla niego utopiła. Wszystkie szmaty zostają zamienione w białe karty papieru. Kołnierzyk staje się tą właśnie kartą, na której wydrukowano ku przestrodze tę opowieść.

## Galeria

Ilustracje baśni o Kołnierzyku
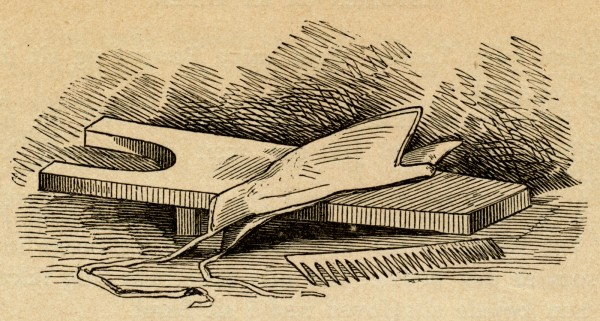
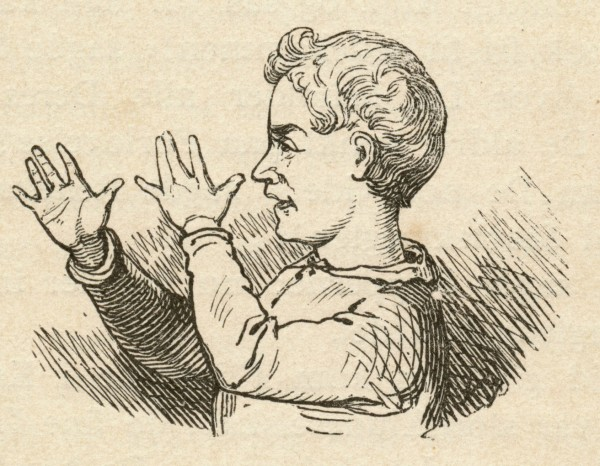
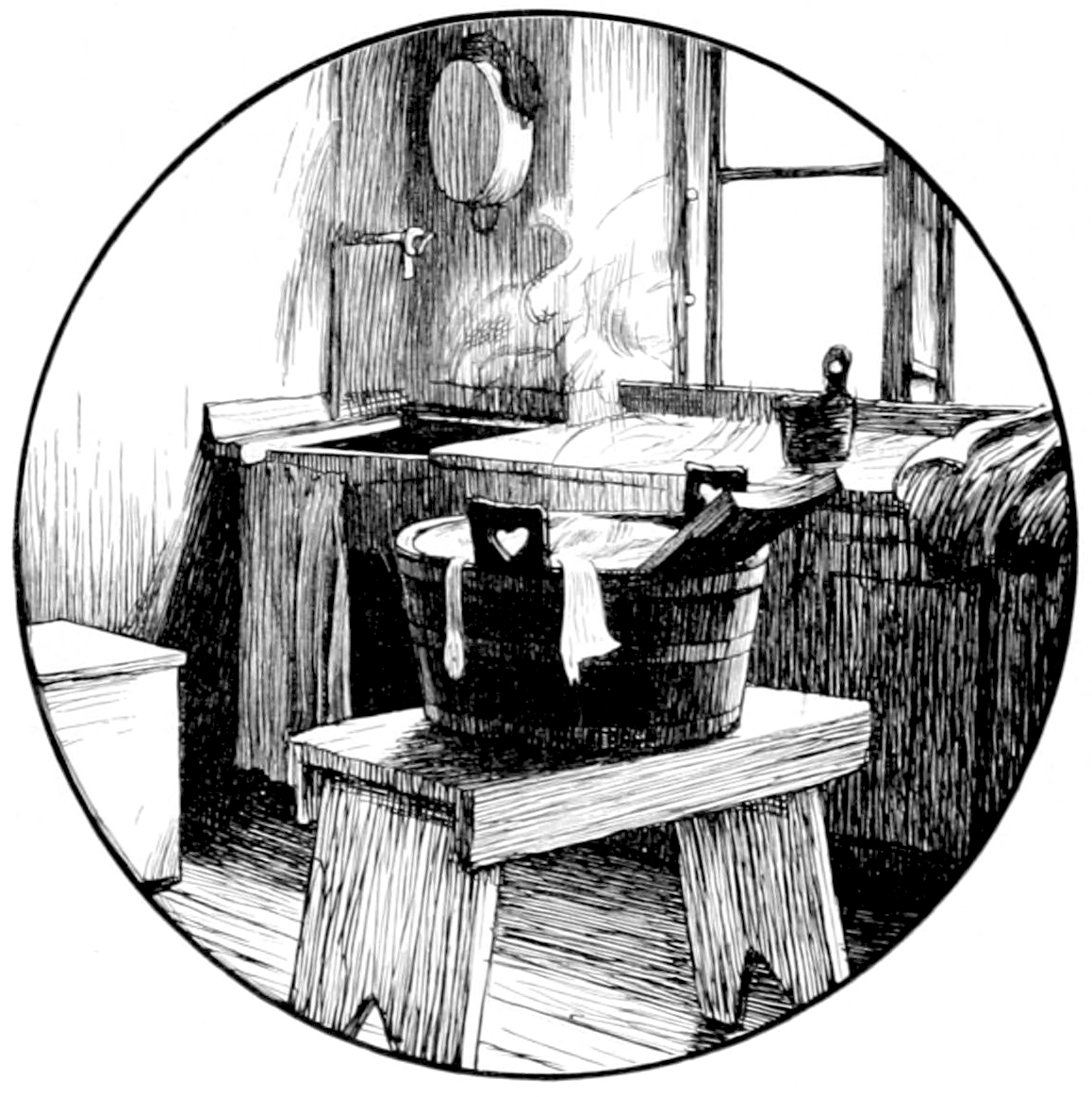
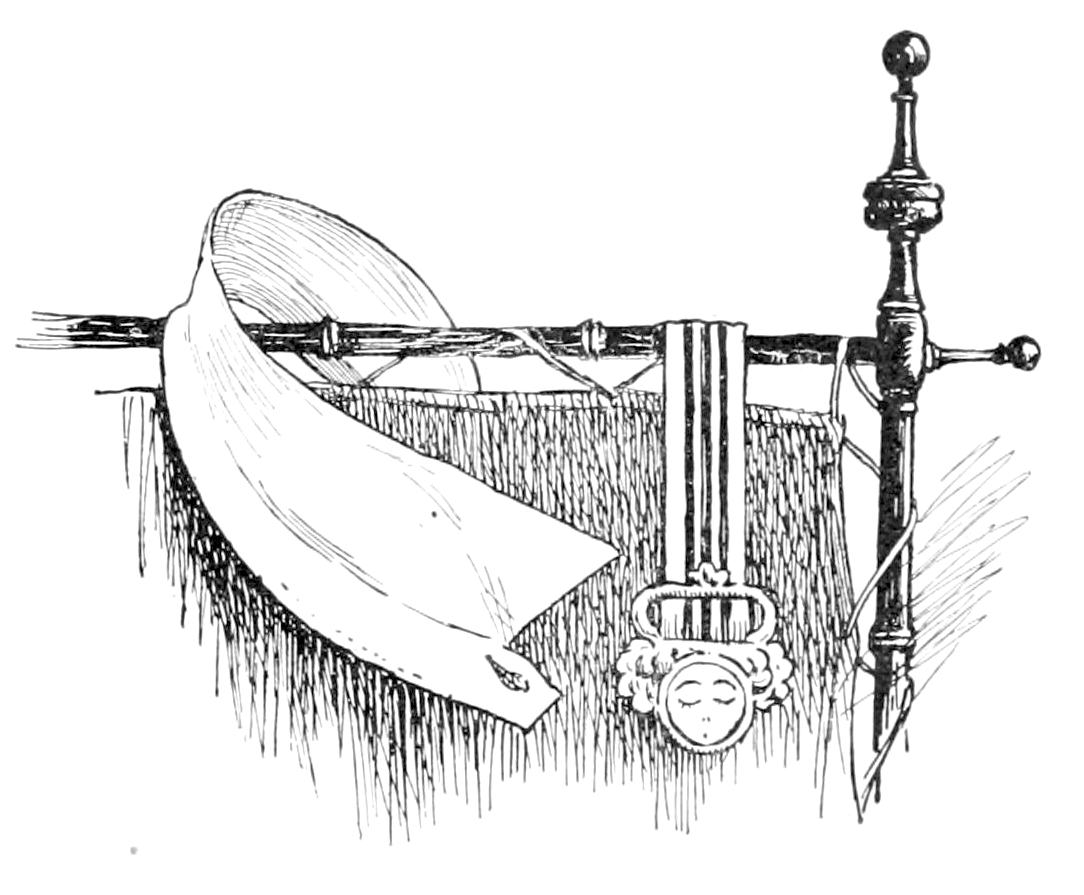
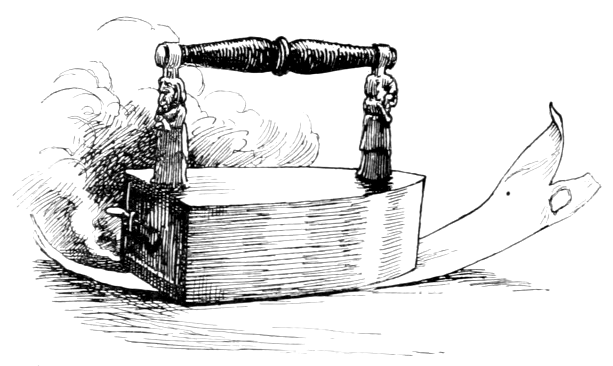